# (3708) Socus
(3708) Socus (1974 FV1) ist ein Asteroid aus der Gruppe der Jupiter-Trojaner. Er wurde am 21. März 1974 von der Universität Chile entdeckt. Er ist der unbenannte Asteroid mit der kleinsten Kleinplanetennummer.